# 고질
고질(高質, 626년~697년)은 고구려와 당나라의 무장이다.

## 생애
이름이 질(質), 자(字)는 성문(性文)이다. 19대 선조 고밀(高密)은 후한(後漢) 말에 연군(燕軍. 모용외 군대)을 격파해 고구려을 보존하는 데 큰 공로를 세워 고구려왕으로부터 왕(王)에 봉해졌으나 세 번이나 거듭 사양하면서 받지 않고 고씨(高氏)라는 성을 하사받았다.
증조(曾祖)인 고전(高前)은 본번(本蕃. 고구려)의 삼품(三品)으로서 위두대형(位頭大兄)에 등용되었으며, 조부인 고식(고式)은 본번의 이품(二品)인 막리지(莫離支)로 혼자서 국정과 병마에 관한 일을 맡았다. 아버지 고량(高量)은 삼품으로 책성도독(柵城都督)이자 위두대형(位頭大兄) 겸 대상(大相)에 등용되었다. 이렇게 조상 대대로 고구려 명문귀족 출신이었던 고질 역시 본번의 삼품으로 위두대형과 대장군에 등용되었다. 하지만 고구려-당 전쟁을 통해 국가가 어수선하자, 가족들과 부하들을 데리고 당나라로 건너가 투항하였다.
이후 고질은 당나라에서 벼슬을 하며 많은 공을 세웠으며 요동 마미성에서 거란과의 전투를 하게 되었으나 고구려 부녀 세 사람과 성과 해자를 굳게 지키면서 적과 힘겹게 싸웠으나 구원병은 이르지 않았다. 성은 고립되고 땅은 끊어졌으며, 병사는 다하고 화살은 소진되었다. 밤낮으로 적이 포위공격을 하니 병졸들이 따라서 함락되어 죽게 되었다. 포로가 되었으나 말과 형색은 늠름했다. 적의 흉악함과 위엄에 굴하지 않아 마침내 도륙을 당하게 되어 당나라 만세 통천 2년(697) 5월23일 마미성(磨米城)에서 아들 고자(高慈)와 함께 죽으니 나이 72세였다.
성력 3년(700) 12월17일에 낙주(洛州) 합궁현(合宮縣) 평미향(平樂鄕) 언덕에 묻었다.…(묘지명은) 조의대부(朝議大夫)이자 행봉각사인(行鳳閣舍人)인 위승경(韋承慶)이 찬(撰)하고, 전우감문위장상(前右監門衛長上) 홍농(弘農) 유종일(劉從一)이 글씨를 썼다. 의주(宜州) 미원현(美原縣) 사람인 요처괴(姚處괴<壞에서 土 대신 王>)와 상지종(常智琮)과 유랑인(劉郞仁) 세 사람이 함께 묘비명을 작성하였다.

## 묘비명을 통하여 본 추론
한중문화교류사 전공인 백석대 중국어학부 민경삼 교수는 중국 허난성(河南省) 뤄양시(洛陽市) 신안셴(新安縣) 톄먼전(鐵門鎭)에 소재한 고대 묘지명 컬렉션인 천당지재(千唐誌齋)에 고구려 유민 고질(高質. 626-697)의 묘지명이 수장돼 있음을 최근 확인했다고 19일 밝혔다. 묘지명의 주인공 고질은 종래 한국학계에서도 뤄양 출토 묘지명을 통해 널리 알려진 고구려 유민 고자(高慈. 665-697)의 아버지다.
민 교수는 고질의 묘지명이 2006년 6월 중국 삼진출판사(三秦出版社)에서 발간한 '전당문보유(全唐文補遺)ㆍ천당지재장지특집(千唐志齋藏志特輯)'이라는 책자에 전문이 수록됨으로써 공개됐다고 덧붙였다. 하지만 중국 당국은 묘지명 탁본과 출토지, 그리고 크기 등에 관한 서지사항은 공개하지 않았다.
천당지재라는 컬렉션은 고자(高慈)ㆍ고진(高震)ㆍ고현(高玄)을 비롯한 고구려 유민 묘지명을 수장한 곳으로 유명하다. 고질(高質) 묘지명은 1990년대 이후에 출토돼 천당지재에 귀속된 것으로 알려져 있다고 민 교수는 말했다.
고자(高慈)의 부친은 그동안 '고문(高文)'이라고 알려졌있었으나 이번 묘지명을 통해 본명이 고질(高質)이며 자(字)를 '성문(性文)'이라 했다는 사실이 드러났다.
민 교수는 고질의 묘지명이 그의 아들 고자(高慈)의 묘지명보다 500여 글자나 많은 1천700여 글자에 달하는 데다 고질(高質) 집안 내력과 두 부자(父子)의 활약상을 좀 더 구체적으로 알게 되었다고 말했다.
이를 통해 삼국사기에 나와있는 '고문'(高文)과는 다른 사람으로 확인되었으며 역시 삼국사기에 나온 모용씨를 격파하여 큰공을 세운 고노자가 바로 고질의 선조 고밀이었음으로 추정된다.
묘지명에 의하면 고질(高質)은 72세에 아들 고자(高慈)와 함께 만세(萬歲)ㆍ통천(通天) 2년(697) 5월23일에 마미성(磨米城) 전투에서 전사하고, 성력(聖曆) 3년(700) 12월17일에 낙주(洛州) 합궁현(合宮縣) 평미향(平樂鄕)이라는 곳의 언덕에 묻혔다. 이는 고자(高慈) 묘지명의 기술과 일치한다.
하지만 고질의 묘지명은 찬자(撰者)로 당대(唐代) 저명한 문장가인 위승경(韋承慶), 서자(書者)를 당서(唐書)에 열전이 수록된 유종일(劉從一)로 기록했다. 고자 묘지명에는 비문 찬자와 서자가 보이지 않는다. 민 교수는 고질-고자 부자 묘지명이 내용과 문체에서 상당히 유사한 점으로 미뤄 찬(撰)하고 서(書)한 인물에 대한 기록이 없는 고자(高慈) 묘지명 또한 동일한 사람의 작품일 가능성이 크다고 말했다.

## 가계
- 증조부 : 고전(高前)
- 할아버지 : 고식(高式)
- 아버지 : 고량(高量)
- 아들 : 고자(高慈)